# Schwarzkehlarassari

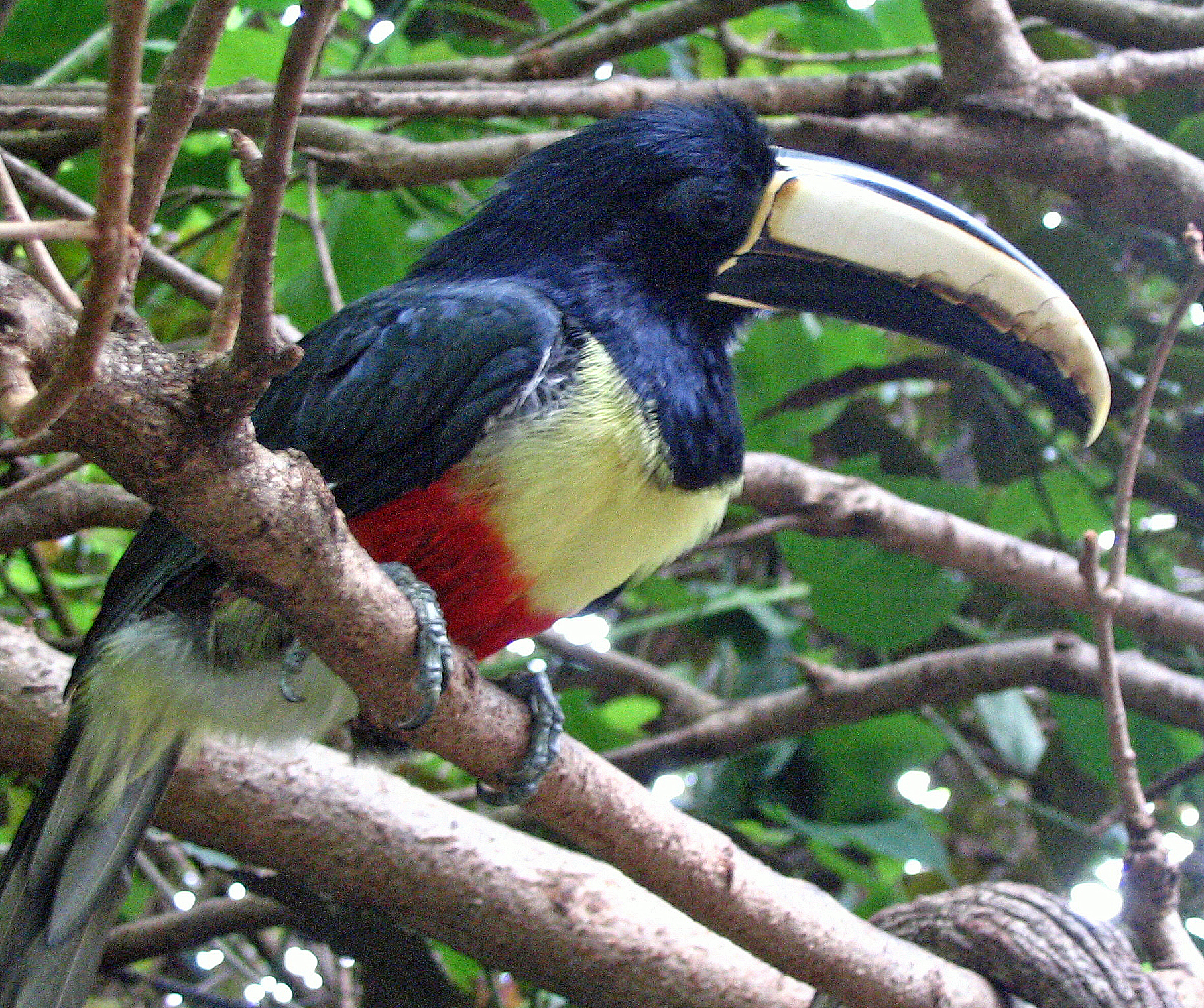
Schwarzkehlarassari

Der Schwarzkehlarassari (Pteroglossus aracari) ist ein in Südamerika beheimateter Spechtvogel aus der Familie der Tukane. Er gehört der Gattung der Schwarzarassaris an und wurde erstmals 1758 von Carl von Linné beschrieben.
Es werden in drei Unterarten unterschieden: Die Nominatform P. aracari aracari, P. aracari atricollis (Statius Müller 1776) und P. aracari vergens (Griscom und Greenway 1937). Nach Angaben der IUCN ist der Bestand derzeit nicht gefährdet.

## Merkmale
Schwarzkehlarassaris haben einen schwarzen Kopf und Hals. Die Körperoberseite, die Flügel und der Schwanz sind schwarzgrün. Unterhalb der Brust ist der Vogel gelblich, mit einem breiten roten Querstreifen. Der Bürzel ist rot. Die Ohrdecken sind dunkelbraun. Die unbefiederte augenumgebung ist blaugrau, die Iris ist dunkelbraun. Die Flanken und die Unterschwanzdecken sind braunoliv, die Schenkel sind graubraun. Der Oberschnabel der Tiere ist gelblich-weiß mit einem schmalen schwarzen Firststreif und einem Querband an der Schnabelwurzel, der Unterschnabel ist schwarz mit einer weißen Einfassung an der Basis; bei männlichen Tieren ist der Schnabel etwas länger als bei weiblichen. Sie werden unabhängig vom Geschlecht etwa 35 bis 45 cm groß, bei einem Gewicht von 177 bis 309 Gramm. Der Ruf der Tiere wurde mit dem Klang, den eine Axt beim Treffen eines Baumes erzeugt, verglichen.
Auf Grund der auffälligen Schnabelfärbung ist der Schwarzkehlarassari in seinem Verbreitungsgebiet mit kaum einem anderen Schwarz- oder Grünarassaris zu verwechseln. Am ähnlichsten ist ihm der Doppelbindenarassari, der jedoch ein schwarzes Band auf der gelben Brust hat. Vom Braunohrarassari unterscheidet er sich durch den elfenbeinfarbenen Ton seines Oberschnabels. Der Schnabel des Braunohrarassaris hat dagegen einen orangegelben Ton.

## Verbreitung und Lebensraum
Schwarzkehlarassaris sind in den Regenwäldern Brasiliens, Französisch-Guayanas, Guyanas, Surinames und Venezuelas zu finden. Es ist überwiegend eine Art der Wälder der Tiefebenen. Der größte Teil der Population kommt zwischen Meeresniveau und 400 Höhenmetern vor. In Venezuela werden Schwarzkehlarassaris allerdings auch noch auf 550 Höhenmetern beobachtet und im Bundesstaat Espírito Santo im Südosten Brasiliens kommt der Schwarzkehlarassari auch noch auf 1.000 Höhenmeter vor.
Sein Lebensraum sind überwiegend Regenwälder, er besiedelt aber auch die Cerrado, wo diese Wälder aufweist, kommt in Sekundärwäldern und auf Plantagen vor. Er hält sich überwiegend in den Baumwipfeln auf.
Erste vermutlich entflogene Exemplare wurden in Bonn gesichtet.

## Lebensweise
Schwarzkehlarassaris suchen gewöhnlich in Paaren und kleinen Trupps mit bis zu sechs Individuen nach Nahrung. Es sind allerdings auch bereits Trupps mit bis zu 30 Individuen beobachtet worden. Aus der Gefangenschaftshaltung weiß man, dass Schwarzkehlarassaris zumindest zur Brutzeit sehr aggressiv sind. Sie sind wie alle Arassari-Arten Höhlenbrüter und nutzen überwiegend aufgegebene Spechthöhlen als Nistplatz. Das Gelege besteht aus zwei bis vier Eiern. Beide Elternvögel sind an der Brut beteiligt und beide Elternvögel versorgen auch die Jungvögel. Frisch geschlüpfte Nestlinge sind grau, unbefiedert und blind. Sie werden mit etwa vierzig Lebenstagen flügge.

## Haltung
Schwarzkehlarassaris werden gelegentlich im Handel angeboten und sowohl in Zoologischen Gärten und Vogelparks als auch in Privathand gehalten. Zu den europäischen Zoos, die Schwarzkehlarassaris zu Beginn des 21. Jahrhunderts hielten gehört unter anderem die Zoos in Antwerpen, Heidelberg, Berlin und London. Mehreren Zoos ist die Nachzucht erfolgreich gelungen.

## Belege

### Einzelbelege
1. ↑  Pteroglossus aracari in der Roten Liste gefährdeter Arten der IUCN. Abgerufen am 19. November 2011.
2. ↑  Ramphastidae (Memento des Originals vom 19. August 2007 im Internet Archive)  Info: Der Archivlink wurde automatisch eingesetzt und noch nicht geprüft. Bitte prüfe Original- und Archivlink gemäß Anleitung und entferne dann diesen Hinweis. bei nashvillezoo.org, aufgerufen am 17. Februar 2008
3. ↑  Lamm, D. W. (1948): Notes on the Birds of the States of Pernambuco and Paraiba, Brazil (PDF; 1,2 MB); in: The Auk: 65(2), S. 271
4. ↑   Share et al., S. 383 und S. 384
5. ↑   Short et al., S. 385
6. ↑   Short et al., S. 386
7. ↑   Lantermann, S. 132 und S. 133